# Messerschmitt M17
Die Messerschmitt M 17 war eines der ersten Motorflugzeuge, das Willy Messerschmitt 1925 in Bamberg baute. Der fast komplett aus Holz gefertigte Zweisitzer wog nur 198 Kilogramm.

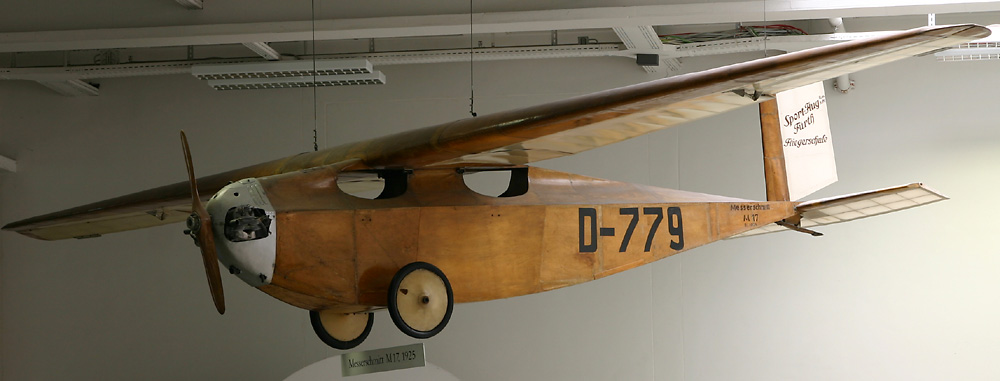
Messerschmitt M 17 im Deutschen Museum

## Geschichte
Die erste gebaute M 17 „Ello“ belegte beim Oberfrankenflug vom 2. bis 4. Mai 1925 mit Heinrich Seywald an Bord den ersten Platz im Höhenflug- und Geschwindigkeits-Differenzflug-Wettbewerb sowie den zweiten Platz im Überlandflug-Wettbewerb. Diese Maschine stürzte wenig später am 14. Mai 1925 in Bamberg ab und wurde dabei total zerstört. Seywald und der ebenfalls mitfliegende Willy Messerschmitt wurden dabei nur leicht verletzt. Beim Schleißheimer „Internationalen Flugwettbewerb“ vom 12. bis 14. September 1925 errang Carl Croneiß mit einer M 17 den jeweils ersten Preis im Höhen- und Geschwindigkeitsflug. Vom 20. bis 29. September 1926 flogen der Pilot Eberhard von Conta und der Schriftsteller Werner von Langsdorff in einer M 17 (D-887) von Bamberg nach Rom. Dabei überquerten sie erstmals mit einem Leichtflugzeug die Zentralalpen. Den 14 Stunden und 20 Minuten dauernden Flug auf der 1620-Kilometer-Strecke mussten die beiden alle drei Stunden zum Auftanken unterbrechen, da der Tank nur 28 Liter fasste. Die Flughöhe betrug teilweise 4500 Meter.

## Erhaltene Flugzeuge
Von den zwischen sechs und acht gebauten Maschinen ist nur eine original erhalten geblieben; sie befindet sich im Deutschen Museum in München.
Auf der Internationalen Luft- und Raumfahrtausstellung in Berlin wurde im Mai 2004 ein Nachbau (D-ERTA) gezeigt, der im Auftrag der Messerschmitt Stiftung von der Firma Bitz Flugzeugbau gebaut wurde. Der Erstflug fand am 14. April 2004 vom Flugplatz Thannhausen aus statt. Dieses Flugzeug wiegt allerdings aufgrund der zusätzlich eingebauten Geräte (zum Beispiel Funkgerät und Rettungssystem) 40 kg mehr als das Original. Die M 17 soll später in das Fliegende Museum in Manching bei Ingolstadt kommen.

## Technische Daten

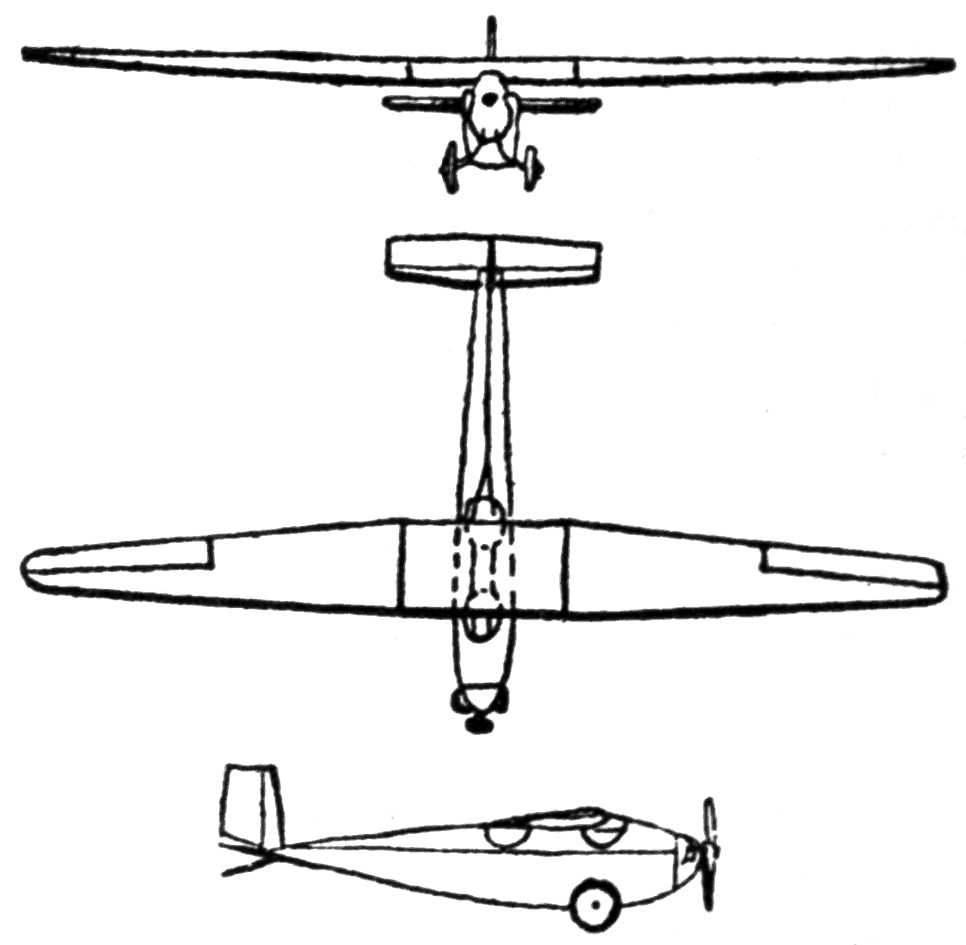
Dreiseitenansicht

| Kenngröße             | Daten                                                                          |
| --------------------- | ------------------------------------------------------------------------------ |
| Besatzung             | 1                                                                              |
| Passagiere            | 1                                                                              |
| Länge                 | 5,85 m                                                                         |
| Spannweite            | 11,60 m                                                                        |
| Höhe                  | 1,50 m                                                                         |
| Flügelfläche          | 10,40 m²                                                                       |
| Flügelstreckung       | 12,9                                                                           |
| Flächenbelastung      | 35,6 kg/m²                                                                     |
| Leermasse             | 186 kg                                                                         |
| Zuladung              | 184 kg                                                                         |
| max. Startmasse       | 370 kg                                                                         |
| Reisegeschwindigkeit  | 125 km/h                                                                       |
| Höchstgeschwindigkeit | 140 km/h                                                                       |
| Steigzeit             | 12,5 min auf 1000 m Höhe                                                       |
| Dienstgipfelhöhe      | 4000 m                                                                         |
| Reichweite            | 600 km                                                                         |
| Triebwerk             | ein Bristol Cherub mit 22 kW (30 PS) oder ein ABC Scorpion mit 17,6 kW (24 PS) |